# جيمس دبليو. برادبري
جيمس دبليو. برادبري (بالإنجليزية: James W. Bradbury)‏ هو محامي ومُحرِّر وصحفي وسياسي أمريكي، ولد في 10 يونيو 1802 في الولايات المتحدة، وتوفي بنفس المكان في 6 يناير 1901. حزبياً، نشط في الحزب الديمقراطي. انتخب عضو مجلس الشيوخ الأمريكي.